# Левик, Борис Вениаминович
Бори́с Вениами́нович Ле́вик (13 ноября 1898, Киев, Российская империя — 3 сентября 1976, Москва, СССР) — советский музыковед, педагог, доцент, кандидат искусствоведения (1941).

## Биография
Родился 1 ноября (по старому стилю) 1898 года в Киеве, Российская империя, в семье старобелицкого мещанина Гомельского уезда Бенюмина Ицковича (Бениамина Исааковича) Левика (1874—?) и Иты Юдковны (тоже урождённой Левик). Отец был автором трудов по бухгалтерскому учёту, а после переезда в Москву (1922) — главным бухгалтером Главного управления сберегательных касс. Дед по материнской линии Юда Беркович (Идель Беркович) Левик был автором трудов по бухгалтерскому учёту на русском языке и идише в Белой Церкви, позднее в Бердичеве. Племянник оперного певца С. Ю. Левика. Брат переводчика В. В. Левика.
С 1913 по 1922 год учился в Киевской консерватории. Занимался по классу фортепьяно у Константина Михайлова, по классу композиции у Рейнгольда Глиэра, затем у Бориса Лятошинского.
Переехав в Москву, где продолжил брать уроки у Глиэра. В 1928 году окончил историко-теоретический факультет Московской государственной консерватории, здесь был учеником профессора Михаила Иванова-Борецкого.
С 1930 по 1949 год работал преподавателем кафедры истории музыки Московской консерватории, в 1935 году стал доцентом. В 1941 году защитил кандидатскую диссертацию на тему «Основные вопросы немецкой музыкальной критики и публицистики XIX века и их отражение в литературных работах выдающихся музыкальных деятелей».
Также вёл педагогическую деятельность в Заочном музыкально-педагогическом институте (1936—1941), в Высшем училище военных дирижёров (1943—1946). С 1946 года учил студентов в Музыкально-педагогическом институте имени Гнесиных, где с 1946 по 1948 и с 1953—1956 годы работал заведующим кафедрой.
Сфера научных интересов Бориса Левика лежали в области немецкой и австрийской музыкальных культур. Написал труды о таких выдающихся композиторах, как: Кристоф Виллибальд Глюк, Иоганн Себастьян Бах, Франц Шуберт, Рихард Вагнер и других. Также написал учебные пособия по европейской музыке для музыкальных училищ и консерваторий.
Умер 3 сентября 1976 в Москве.